# Ралли Фараонов
Ралли Фараонов (фр. Rallye des Pharaons) — международный ралли-рейд, ежегодно проходивший в Египте в конце сентября — начале октября с 1982 по 2015 год (с перерывом в 1995-97 годах). Идея проведения этих соревнований принадлежит французу Жану-Клоду Морелле, более известному под псевдонимом «Фенуй» — многократному участнику ралли «Париж-Дакар». 
По традиции гонщики стартовали у пирамид Гизы и финишировали там же, преодолев почти 3000 километров по пескам северо-восточной части Сахары. Как правило, «Ралли Фараонов» включал в себя 6 или 7 этапов. Как и в Ралли Дакар, к участию в египетских соревнованиях допускались мотоциклы, внедорожники, грузовики, а затем и квадроциклы.
С 1998 года организацией и проведением «Ралли Фараонов» занималась итальянская компания JVD. В 2000 году гонка была включена в календарь мотоциклетного Чемпионата мира по ралли-рейдам, с 2005 года являлась также одним из этапов автомобильного Кубка мира по ралли-рейдам.
В 2004 году «Ралли Фараонов» было омрачено трагедией — на четвертом этапе (29 сентября) разбился насмерть известный французский мотогонщик, трехкратный победитель Ралли Дакар Ришар Сайнкт. Ему было 34 года. В связи с гибелью Сайнкта заводская команда KTM, за которую он выступал, снялась с соревнований.

## Победители
| Год  | Мотоциклы                | Мотоциклы | Внедорожники        | Внедорожники         | Внедорожники      | Грузовики            | Грузовики       | Грузовики        |
| Год  | Гонщик                   | Марка     | Пилот               | Штурман              | Марка / Модель    | Пилот                | Штурман         | Механик          |
| ---- | ------------------------ | --------- | ------------------- | -------------------- | ----------------- | -------------------- | --------------- | ---------------- |
| 2012 | Хуан Барреда             | Husqvarna | Халифа Аль-Мутайвей | Андреас Шульц        | MINI ALL4 Racing  |                      |                 |                  |
| 2011 | Марк Кома                | KTM       | Жан-Луи Шлессер     | Константин Жильцов   | Buggy Original    | Марко Пьяна          | Кристоф Трош    | Ярослав Казберук |
| 2010 | Марк Кома                | KTM       | Жан-Луи Шлессер     | Арно Деброн          | Buggy Original    | Луиза Трукко         | Коррадо Паттоно | -                |
| 2009 | Сириль Депре             | KTM       | Жером Пелише        | Эжени Декре          | Bowler Wildcat    | —                    | —               | -                |
| 2008 | Давид Касто              | KTM       | Кристиан Лавьелль   | Жан-Мишель Полато    | Proto Dessoude 05 | Маттео Паккани       | Аттилио Бреви   | Лука Башенис     |
| 2007 | Марк Кома                | KTM       | Кристиан Лавьелль   | Франсуа Борсотто     | Nissan Navara     | Маттео Паккани       | Аттилио Бреви   | -                |
| 2006 | Марк Кома                | KTM       | Сергей Шмаков       | Константин Мещеряков | Buggy Zil         | Джакомо Висмара      | Марио Камбиаги  | Паола Беллина    |
| 2005 | Марк Кома                | KTM       | Стефан Энрар        | Антониа де Руассар   | Buggy Volkswagen  | Джузеппе Пансери     | Марко Пьяна     | Оскар Мор        |
| 2004 | Пол Андерс Уллевольсетер | KTM       | Ален Де Мевиус      | Эммануэль Эгжермон   | Bat Buggy         | Джакомо Висмара      | Марио Камбиаги  | -                |
| 2003 | Нани Рома                | KTM       | Ив Любе             | Жаки Дюбуа           | Nissan Pick Up    | Тэрухито Сугавара    | Масахиро Саики  | -                |
| 2002 | Ришар Сайнкт             | KTM       | Балаж Салай         | Аладар Лаклот        | Chevrolet         | Джузеппе Пансери     | Джакомо Висмара | Марко Сангалли   |
| 2001 | Фабрицио Меони           | KTM       | Хосе Луис Монтерде  | Рафаэль Торнабель    | Nissan Patrol     | Джильберто Сандретто | Коррадо Паттоно | -                |
| 2000 | Фабрицио Меони           | KTM       | Грегуар Де Мевиус   | Ален Гюэннек         | Nissan            | —                    | —               | -                |
| 1999 | Фабрицио Меони           | KTM       | Жерар Марси         | Жан-Поль Коттре      | Toyota            | —                    | —               | -                |
| 1998 | Фабрицио Меони           | KTM       | Джорджо Беккарис    | Роберто Феррари      | Nissan            | —                    | —               | -                |